# Konstytucja Estonii
Konstytucja Estonii została przyjęta 28 czerwca 1992 roku. Liczy 168 artykułów, podzielonych na 15 rozdziałów poprzedzonych preambułą:
1. Postanowienia ogólne
2. Podstawowe prawa, wolności i obowiązki
3. Naród
4. Parlament (Zgromadzenie Państwowe)
5. Prezydent Republiki
6. Rząd Republiki
7. Legislacja
8. Finanse i budżet narodowy
9. Stosunki i umowy międzynarodowe
10. Obrona narodowa
11. Kontrola państwowa
12. Kanclerz Sprawiedliwości
13. Sądy
14. Samorząd terytorialny
15. Zmiany w konstytucji

Tekst Konstytucji opublikowano w estońskim dzienniku urzędowym Riigi Teataja (RT 1992, 26, 349). Od roku 1992 do 2014 Konstytucja została czterokrotnie zmieniona: dwa razy w roku 2003 (RT I 2003, 29, 174 oraz RT I 2003, 64, 429), raz w 2007 (RT I 2007, 33, 210) i raz w 2011 roku (RT I, 27.04.2011, 1).